# Stactobia jacquemarti
Stactobia jacquemarti är en nattsländeart som beskrevs av Malicky 1977. Stactobia jacquemarti ingår i släktet Stactobia och familjen smånattsländor. Inga underarter finns listade i Catalogue of Life.